# Lo Lliri
Lo Lliri: (Lo Ventall): periódich humorístich y literari: sortirá cada setmana va ser un periòdic que va sortir a Reus els anys 1898 i 1899.

## Història
El 19 de novembre de 1898 va sortir el primer número de Lo Lliri, que en realitat portava el número 17. Era la continuació de Lo Ventall que havia canviat el nom. En ser rebatejat va tendir a ser més literari i menys humorístic, i seguia sent l'orgue d'expressió del Grup modernista de Reus o Colla de ca l'Aladern. Tots els números que van sortir portaven després del títol i entre parèntesis Lo Ventall, per indicar-ne la pertinença, i seguien, com hem dit, la numeració iniciada amb la revista anterior.
En aquesta segona etapa hi participaren Màrius Ferré, Hortensi Güell, Josep Thous Puey, Josep Aladern, Miquel Ventura, Joan Puig i Ferreter, Plàcid Vidal i Antoni Isern, a més del seu director, Pere Cavallé. La majoria eren joves escriptors, alguns dels quals es consolidarien en la literatura i la política locals i nacionals.
El periodista i historiador reusenc Francesc Gras i Elies diu: "Introdujo notables mejoras y en vez de festivo convirtióse en literario. Formaban parte de la redacción algunos jóvenes que profesaban culto a las bellas letras […] todos muy conocidos de nuestro público".
Va dedicar un número a Màrius Ferré, un membre de la Colla mort feia poc, i un monogràfic a la dona, que va ser una topada d'opinions on hi abundaven les bromes de mal gust. Segons l'erudit reusenc Joaquim Santasusagna, "El temps s'ho portava, entre els intel·lectuals joves, de rebaixar i de ridiculitzar a la fembra". Hortensi Güell i Puig i Ferreter van fer, però, articles amb altres punts de vista, respectant el paper de la dona. Després d'aquest polèmic número, el 23, de 14 de gener de 1899, la revista deixà de publicar-se. Mig any després, també sota la direcció de Pere Cavallé va aparèixer La Palma, que encara que era portaveu de la societat d'aquell nom, hi van col·laborar pràcticament els mateixos que a Lo Lliri.

## Aspectes tècnics
Sortia setmanalment en format quartilla de quatre pàgines i capçalera tipogràfica. S'imprimia a la Impremta de Fills de Sanjuan. Va incloure un fulletó: "Al fi casori", una comèdia de Pau Borrell.

## Localització
- Els únics exemplars coneguts són a la Biblioteca Central Xavier Amorós de Reus.[4]